# عمه صوتي
العمه الصوتي هي نوع من العمه أو فقدان المعرفة، الذي يشتمل على الاضطراب في إدراك الأصوات المألوفة وضعف قدرات التمييز الصوتي التي لم يعانِ الشخص المتأثر بها من العجز الكامل. فالعمه الصوتي هو العمه السمعي، وهو اضطراب المعالجة السمعية المكتسبة الناتجة عن تلف في الدماغ، ويشتمل العمه السمعي الآخر على الصمم القشري والعمه اللفظي السمعي المعروف أيضًا بصمم الكلمات النقية.
بما أن من يعانون من العمه الصوتي لا يعانون من الحبسة، فقد اقتُرح أن هياكل الفهم اللغوي منفصلة وظيفيًا عن هذا الإدراك الحسي لهوية الشخص المُتلفظ بذلك.
وإن العمه الصوتي هو المكافئ السمعي لعمه تعرف الوجوه. وبخلاف العمه الصوتي، لم يتم إلى حد كبير متابعة الدراسات في العمه الصوتي. فضلاً عن أن العمه الصوتي وصف لأول مرة في الدراسة التي قام بها فان لانكر (Van Lancker) وكانتور (Cantor) في عام 1982م. حيث طلب من المشاركين في الدراسة تحديد أي من الأسماء أو الوجوه الأربعة مطابقة لصوت شخص مشهور ومُحدد. ولكن لم يتمكن المشاركون في الدراسة من إكمال المهمة. وكانت هناك منذ ذلك الحين دراستان أُجريتا على المرضى الذين يعانون من العمه الصوتي. حيث أشارت النتائج السريرية والشعاعية مع فحص التصوير الشعاعي الطبقي المحوسب التصوير المقطعي المحوسب في هذه الحالات أن إدراك الأصوات المألوفة قد ضعف نتيجة تلف المناطق السفلية والجدارية من النصف الأيمن في حين ضعف التمييز الصوتي نتيجة تلف الفص الصدغي من أحد نصفي كرة المخ. وقد أظهرت هذه الدراسات أيضًا أدلة عن التفكك المزدوج بين التعرف الصوتي والتمييز الصوتي. حيث يستطيع بعض المرضى التمييز بصورة طبيعية ولكن إدراك الشيء يكون أسوأ؛ بينما يستطيع البعض الآخر الإدراك بصورة طبيعية أكثر من التمييز. ولا تكون حالة المرضى سيئة في الاثنين.
العمه الصوتي الترابطي هو شكل من العمه الصوتي الذي يتطور مع الخرف أو غيره من اضطرابات الأعصاب المركزية. وقد أدت بعض الأبحاث إلى طرح أسئلة عن الأضرار الأخرى للعمه الصوتي. فقد أظهرت الدراسات في الآونة الأخيرة أن العمه الصوتي يسبب أيضًا مشكلة في إدراك أصوات الأدوات المألوفة. ومثلما هو الحال مع الأصوات، فقد أظهروا أيضًا نقصًا في التمييز بين الأصوات من الأدوات المختلفة. وعلى الرغم من عدم القدرة، فإن العمه الصوتي يؤثر بصورة قليلة جدًا في هذه المنطقة عن التمييز الصوتي. بينما في حالة تمييز الأصوات، يكون ذلك عمهًا كاملاً، ولكن هذا ليس هو الحال بالنسبة لأصوات الآلات الموسيقية، لأنه يمكن تحديد بعض منها بشكل صحيح. وقد ازداد الخلاف في ذلك، حيث لم يظهر في كل حالات العمه الصوتي هذه الأعراض ولم يتفق أيضًا جميع الباحثين على أنه يجب أن تُعزى هذه الأعراض إلى الضرر الذي يُسبب العمه الصوتي. ولقد ازداد الجدل حول حقيقة أنه يتم استخدام مناطق منفصلة من الدماغ لمعالجة المعلومات الخاصة باللغة والموسيقى. وقد أدى ذلك إلى تشكك بعض الباحثين في أن يكون هذا التدهور عَرضًا واضحًا لهذا الاضطراب. وكان هناك حاجة مرة أخرى إلى المزيد من الأبحاث للوصول لاستنتاج أوضح.
علمًا بأن الصفة المميزة لمن يعاني من العمه الصوتي هي فهم المشاعر بصورة صحيحة من الأصوات عندما يتحدث شخص ما معهم. ويمكنهم مطابقة مشاعر محددة مع التعبير الوجهي. وعلى الرغم من أنه أمر مدهش، فهذه النتائج يشعر بها من لديهم حس عالٍ حيث إنه من المعروف أن الجهاز الحوفي الخاص بالتعبير عن العواطف والكشف عن مشاعر الآخرين، هو نظام منفصل داخل الدماغ. حيث يتكون الجهاز الحوفي من هياكل دماغية عديدة، بما في ذلك الحصين واللوزة والنواة المهادية الأمامية والحاجز واللحاء الحافي والقبو.
بينما لا يوجد في الوقت الحاضر، معالجة أو علاج للعمه الصوتي. فمن الواضح أن هناك حاجة إلى مزيد من الأبحاث للوصول إلى علاج لهذا الاضطراب. و لا يمكن الوصول لعلاج لهذا الاضطراب بسبب نقص المعرفة. وسوف تكشف الأبحاث المتزايدة عن المعلومات الحيوية اللازمة للتوصل لعلاجات ومعالجات فعالة.

## تاريخ الحالة
تشتد الحالة وتزداد سوءًا عندما يشتد المرض. شارك كل من QR وKL في دراسة أُجريت على المهام السمعية والبصرية مع إجراء تصوير بالرنين المغناطيسي للدماغ. ولقد كان QR يعاني من عجز في التعرف على الصوت فقط، في حين كان يعاني KL من شكل ترابطي للعمه الصوتي. ومن ثَمَّ يمكن مقارنة العجز السمعي والبصري بعد ذلك مع التصوير بالرنين المغناطيسي لدماغ المريض. وغالبًا ما يُظهر التصوير بالرنين المغناطيسي للبحث النوعي، المريض المصاب بالعته الجبهي الصدغي، التنوع السلوكي والجبهي الصدغي الثنائي الضمور في الفص الصدغي الأمامي الأيمن، ولكن يمتد داخل الفص الصدغي والمشتمل على الشِق الصدغي الأعلى. بينما أظهر التصوير بالرنين المغناطيسي للمعرفة ضمور الفص الصدغي الأمامي الثنائي، مع مزيد من التلفيات على الجانب الأيمن وفي القشور الصدغية السفلية. ولقد أظهر التشخيص السريري للمريض KL التنوع الصدغي لانحطاط الفص الجبهي الصدغي مع ضمور تدريجي للفص الصدغي الأيمن.
وكانت هناك دراسة في الآونة الأخيرة عن العمه الصوتي التنموي. إن KH هي امرأة عمرها 60 عامًا، ظهرت عليها جميع أعراض الضعف في الإدراك الصوتي، ولكن ليس لديها أي تلف في الدماغ مرتبط بهذا الضعف. عانت السيدة KH إضافة إلى ذلك، من عدم القدرة على التعرف على الأصوات طوال حياتها، مما جعلها أول حالة للعمه الصوتي التنموي. ولقد غيرت تلك الدراسة التي أجريت على KH اتجاه البحث العالمي عن العمه الصوتي رأسًا على عقب لأنه كان يُعتقد أن العمه الصوتي نتج فقط بعد تلف الفصوص الجدارية والصدغية. وقد أظهر اكتشاف أن العمه الصوتي يمكن أن يظهر دون أضرار هيكلية أن الاضطراب يمكن أن يكون ناتجًا عن الشذوذ المعرفي. ونظرًا لحداثة هذه الدراسة، فقد أُجريت بحوث قليلة على النظريات القائمة على الإدراك. حيث تكمن مجالات الاهتمام في الوصلات العصبية بين المناطق المختلفة في الفص الجداري، فضلاً عن تلك الموجودة داخل الفص الصدغي. ولقد أشار العمه الصوتي التنموي من خلال الاسم نفسه إلى أن الاضطراب يتطور عندما يتطور الدماغ في الرحم وطوال مرحلة الطفولة. وأشار الباحثون إلى أن الخلايا العصبية لا تقوم بالاتصالات اللازمة لتحديد الصحيح للأصوات المألوفة أو غير المألوفة. فلم يتم مع ذلك صياغة النظريات الصلبة والدراسات البحثية لاختبار هؤلاء الأفراد في مرحلتهم التنموية.